# Buck Richard's Bride
Pour plus de détails, voir Fiche technique et Distribution.
Buck Richard's Bride est un film muet américain réalisé par Fred Huntley et sorti en 1913.

## Fiche technique
- Réalisation : Fred Huntley
- Scénario : Hobart Bosworth, d'après son histoire
- Dates de sortie : 
  -  États-Unis : 14 mai 1913

## Distribution
- Hobart Bosworth : Buck Richard
- Herbert Rawlinson : Steve
- George A. Williams
- George Hernandez
- Marguerite Loveridge : Annie